# Gunung Kijang (plaats)
Gunung Kijang is een bestuurslaag in het regentschap Bintan van de provincie Riau-archipel, Indonesië. Gunung Kijang telt 2364 inwoners (volkstelling 2010).